# Rudolf Nureyev
Rudolf Khametovich Nureyev (em tártaro Рудольф Хәмит улы Нуриев; em russo Рудо́льф Хаме́тович Нуре́ев; Irkutsk, 17 de março de 1938 — Paris, 6 de janeiro de 1993) foi um bailarino e coreógrafo russo. Nasceu na Rússia Soviética, transformando-se num dos mais celebrados bailarinos do século XX e o primeiro astro masculino da dança desde Vaslav Nijinsky.

## Biografia
Em 17 de junho de 1961, quando estava em turnê com o Kirov em Paris, ele quebrou a barreira da segurança soviética e pediu asilo de oficiais no Aeroporto de Le Bourget.
Dançou com Margot Fonteyn quando era vinte anos mais jovem do que ela. Fonteyn e Nureyev eram idolatrados até Margot se aposentar em 1979.
Em 1987, retornou ao seu país, em decorrência do falecimento de sua mãe (conforme registro documentado no filme "The White Crow"). E, em 1989 ele dançou na União Soviética pela primeira vez desde que a abandonara. Nureyev fez sua última aparição pública em outubro de 1992, como diretor na estreia parisiense de uma nova produção de La Bayadère.
Nureyev morreu em 6 de janeiro 1993, aos 54 anos, em Paris, França, por complicações decorrentes da SIDA/AIDS.

## O primeiro romance homossexual de Nureyev
Teja Kremke era um belo e jovem estudante de dança da República Democrática Alemã (Alemanha Oriental), três anos mais novo que Nureyev. Antes da fuga de Nureyev para o Ocidente, Kremke e Nureyev tornaram-se amigos inseparáveis em São Petersburgo, durante cerca de seis meses, no que teria sido o primeiro romance homossexual de Nureyev. Apesar da sua juventude, Kremke soube perceber as restrições e constrangimentos a que Nureyev estaria sujeito na rígida União Soviética comunista e encorajou-o a fugir para o Ocidente. Nureyev, apesar de fortemente vigiado pela KGB, e após uma turnê em Paris que lhe rendeu a alcunha de "melhor bailarino do mundo", assim o fez e, logo depois, telefonou para Kremke, então já em Berlim Oriental, a pedir-lhe para que se lhe juntasse em Paris. Kremke, pressionado pela sua mãe, que queria que ele terminasse o curso de dança, hesitou. Num espaço de dias o Muro de Berlim foi erguido, isolando Berlim Oriental do resto da Europa Ocidental e isolando Nureyev do seu primeiro amor.

## Prêmios e homenagens
| width=110 · width=110 |

| Cavaleiro da Ordem Nacional da Legião de Honra (França) | Cavaleiro da Ordem Nacional da Legião de Honra (França) | Cavaleiro da Ordem Nacional da Legião de Honra (França) | Cavaleiro da Ordem Nacional da Legião de Honra (França) | Cavaleiro da Ordem Nacional da Legião de Honra (França) | Cavaleiro da Ordem Nacional da Legião de Honra (França) | Comandante da Ordem das Artes e das Letras (França) | Comandante da Ordem das Artes e das Letras (França) | Comandante da Ordem das Artes e das Letras (França) | Comandante da Ordem das Artes e das Letras (França) | Comandante da Ordem das Artes e das Letras (França) | Comandante da Ordem das Artes e das Letras (França) |